# مارسيل ديالو
مارسيل ديالو (بالإنجليزية: Marcel Diallo)‏ هو فنان وموسيقي وشاعر أمريكي، ولد في 9 أكتوبر 1972 في كاليفورنيا في الولايات المتحدة.

## وصلات خارجية
- الموقع الرسمي